# 3B's
O 3B’s - Biomateriais, Biodegradáveis e Biomiméticos é um laboratório português, intimamente ligado à Universidade do Minho, criado em 1998 pelo Professor Doutor Rui L. Reis, também da mesma universidade.  Hoje faz também parte do Laboratório Associado ICVS/3B's, além de ser ainda o organismo director European Institute of Excellence on Tissue Engineering and Regenerative Medicine, que tem 22 filiais em 13 países da Europa. O seu diretor e um dos principais investigadores, Rui Reis, é o cientista português com o maior número de publicações, palestras e revisões de artigos, totalizando 642 trabalhos. 

## Investigação
A investigação realizada no 3B's é de extrema importância, e ganhou grande relevância quer a nível nacional quer a nível internacional. Os principais projectos são: 
- Engenharia biomédica
- Engenharia de tecidos
- Medicina regenerativa
- Nanotecnologia
- Células estaminais

## Outros feitos
3B's e João Mano receberam da União Europeia a maior bolsa para investigação científica já atribuída em Portugal, de quase 2,35 milhões de euros, assim como o prémio George Winter. 